# 투파창궁 : 돌아온 소년
《투파창궁 : 돌아온 소년》(斗破苍穹之少年归来)은 2023년 방송되었던 중국의 드라마이다.

## 소개
- 광활한 전투 대륙에서 소염은 세속적인 편견과 냉대에도 불구하고 힘든 시련을 겪은 뒤에 궁극적인 힘을 얻게 된다. 그리고 자신의 스승과 동료들과 손을 맞잡고, 세상을 괴롭히는 악한 세력을 물리치고, 모든 이들을 구원하여 '가난한 젊은이를 업신여기지 마라'는 수련의 초심을 끝까지 지켰다.

## 등장 인물
- 하락락 (何洛洛) - 소염 역
- 정소형 (丁笑滢) - 소훈아 역
- 노욱효 (卢昱晓) - 소의선 역
- 설팔일 (薛八一) - 고요 역
- 손아려 (孙雅丽) - 호가 역
- 고어함 (顾语涵) - 자연 역
- 구심지 (邱心志) - 약진 역
- 왕슈주 - 사채린 역
- 엽항명 (葉項明) - 한풍 역